# 未来科技城
未来科技城是由中共中央组织部和国务院国有资产监督管理委员会在多个地方建设的科研基地，目前在北京、天津、杭州、武汉四地进行试点，目的是配合千人计划吸引国际高水平人才参与科研，主要服务对象是中央企业。中组部和多个政府部门联合成立了中央企业集中建设人才基地筹建工作小组以协调各地未来科技城建设。

## 各地未来科技城
- 北京未来科学城（原称未来科技城）：位于北京市昌平区。[2]
- 天津未来科技城：位于天津市滨海新区，天津滨海高新技术产业开发区内[3]。
- 杭州未来科技城：位于杭州市余杭区[4]。
- 武汉未来科技城：位于武汉市洪山区，武汉东湖新技术产业开发区内[5]。